# فیض احمد
دکتر فیض احمد (۱۹۴۶–۱۹۸۶) بنیانگذار سازمان رهایی افغانستان، یک سازمان مارکسیست - لنینیست - مائوتسه دون اندیشه بود که برای یک جامعه دموکراتیک نوین و سوسیالیستی مبارزه می‌کرد.

## زندگی‌نامه
دکتر فیض احمد در سال ۱۳۲۵ قندهار به دنیا آمد و پدرش وکیل شورا و از افراد بانفوذ قندهار بود.
فیض احمد در دوران لیسه نجات در کابل بود که به مارکسیزم آشنا شد و با مطالعه و کار مستمر به یکی از رهبران آن جنبش مبدل گشت. در دورانی که در پوهنڅی (دانشکده) طب پوهنتون (دانشگاه) کابل درس می‌خواند به یکی از چهره‌های شناخته شده جریان شعله جاوید مبدل گشت که در ضدیت با حزب دموکراتیک خلق متمایل به شوروی (که مائویستها آن را رویزیونیست می‌نامیدند) و جریانات اخوان المسلمین، جریان عمده شمرده می‌شد و طرفداران زیادی داشت.
به تعقیب انشعابات در سازمان جوانان مترقی (که هفته‌نامه شعله جاوید را منتشر می‌ساخت) دکتر فیض نیز به همراهی چند تن از رهبران دیگر این جریان گروه انقلابی خلقهای افغانستان را بنیاد نهاد که بعد به سازمان رهایی افغانستان تغییر نام نمود.
دکتر فیض در بعد از تجاوز شوروی به افغانستان، جزوه «مشعل رهایی» را نوشت که در آن خط مشی سازمان و استراتژی آن را تنظیم نموده راه مبارزه مسلحانه علیه نیروهای اشغالگر را ترسیم نموده که همزمان با احزاب بنیادگرای ساخته شده به‌وسیله پاکستان مثل جمعیت اسلامی، حزب اسلامی و اتحاد اسلامی نیز درگیر بود. این جزوه نقش مهمی در شیوه مبارزه و خط و مشی این سازمان داشته‌است. حدود ده سال بعد از انتشار این جزوه خود دکتر فیض احمد به اشتباهاتی در آن انگشت گذاشت که قبلاً انتقادات زیادی در مورد شان وجود داشت.
سازمان رهایی در تحت رهبری دکتر فیض برعکس سایر احزاب چپ افغانستان راه جنگ‌های چریکی و مسلحانه را تا بیرون شدن روسها ادامه داد و ده‌ها کادر و رهبر خود را از دست داد که یا بدست روسها و احزاب خلق و پرچم کشته شدند یا هم به‌وسیله بنیادگرایان.
خود دکتر فیض به تاریخ ۱۲ نوامبر ۱۹۸۶ در پشاور پاکستان به‌وسیله حزب اسلامی گلبدین حکمتیار اختطاف و کشته شد. درین جریان ۶ تن دیگر کادرها و رهبران سازمان رهایی افغانستان نیز کشته شدند.
سازمان رهایی افغانستان سازمان جاسوسی پاکستان آی اس آی را محکوم می‌کند که در قتل رهبرش دست داشته‌است.
سازمان رهایی بعد از مرگ دکتر فیض نیز راهش را ادامه داد و هنوز هم در صحنه سیاسی افغانستان حضور زیرزمینی و مخفی دارد. از خصوصیات این سازمان اینست که رشته اش را از داخل افغانستان قطع نکرده و با وجود ترور تعداد زیادی از اعضایش همچنان کار و مبارزه در داخل را جز اصلی کارش دانسته به آن پابند ماند.